# Brook Lee

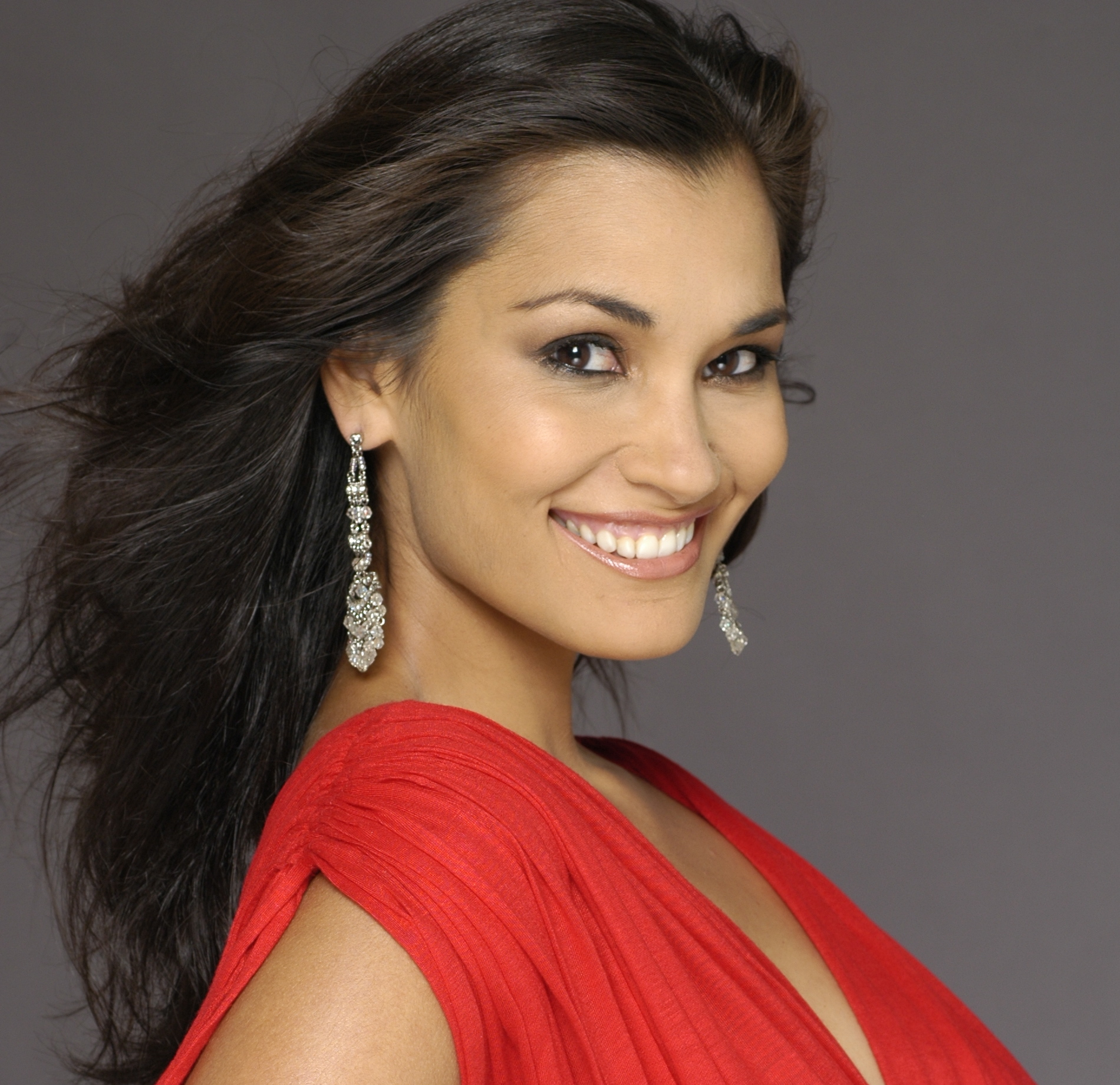
Brook Mahealani Lee

Brook Antoinette Mahealani Lee (ur. 8 stycznia 1971 w Pearl City na Hawajach) – Miss Universe 1997.
Jej dziadek pochodził z Korei i osiadł na Hawajach w latach 50. XX wieku. Brook Mahealani Lee ma także portugalskie i chińskie korzenie.
Zdobywszy tytuł Miss Hawaii USA, 5 lutego 1997 została wybrana Miss USA. Trzy miesiące później jako reprezentantka swojego kraju została Miss Universe.